# Chordifex hookeri
Chordifex hookeri là một loài thực vật có hoa trong họ Restionaceae. Loài này được (D.I.Morris) B.G.Briggs mô tả khoa học đầu tiên năm 2004.